# Insomnio (película de 2001)
Insomnio (título original en italiano: Non ho sonno) es una película italiana de 2001 dirigida y coescrita por Dario Argento. Fue protagonizada por Max von Sydow y Stefano Dionisi, y marca el retorno de Argento al género del giallo.

## Sinopsis
El detective Ulisse Moretti se encuentra investigando una serie de asesinatos en Turín en 1983. El principal sospechoso, un novelista llamado Vincenzo de Fabritiis, con un problema de enanismo, aparece muerto y el caso es cerrado. Sin embargo, diecisiete años después empiezan a ocurrir asesinatos muy similares a los de 1983, lo que lleva a Moretti a involucrarse en el caso de nuevo.

## Reparto
- Max von Sydow es Ulisse Moretti
- Stefano Dionisi es Giacomo Gallo
- Chiara Caselli es Gloria
- Roberto Zibetti es Lorenzo Betti
- Gabriele Lavia es el Dr. Betti
- Paolo Maria Scalondro es el inspector Manni
- Rossella Falk es Laura de Fabritiis
- Roberto Accornero es Fausto
- Barbara Lerici es Angela

## Recepción
Insomnio recibió una respuesta mixta de los críticos. En el sitio web Rotten Tomatoes tiene un índice de aprobación del 50% basado en diez críticas. Su reseña en el portal de la BBC indica: "Si esta película comete un crimen, es que el resto nunca es tan bueno como su apertura. Sin embargo, no hay que bajar la guardia, porque hay algunas escenas cruelmente bien ejecutadas que están envueltas en una constante sensación de terror". AllMovie dio a la película una crítica generalmente negativa, afirmando: "Se siente como un reencauche de Argento [...] el misterio del asesinato recuerda un poco a El gato de las 9 colas de 1971, y los elementos horripilantes demasiado familiares (ritmo, edición, música, gritos) carecen de impacto".